# Multicombustible

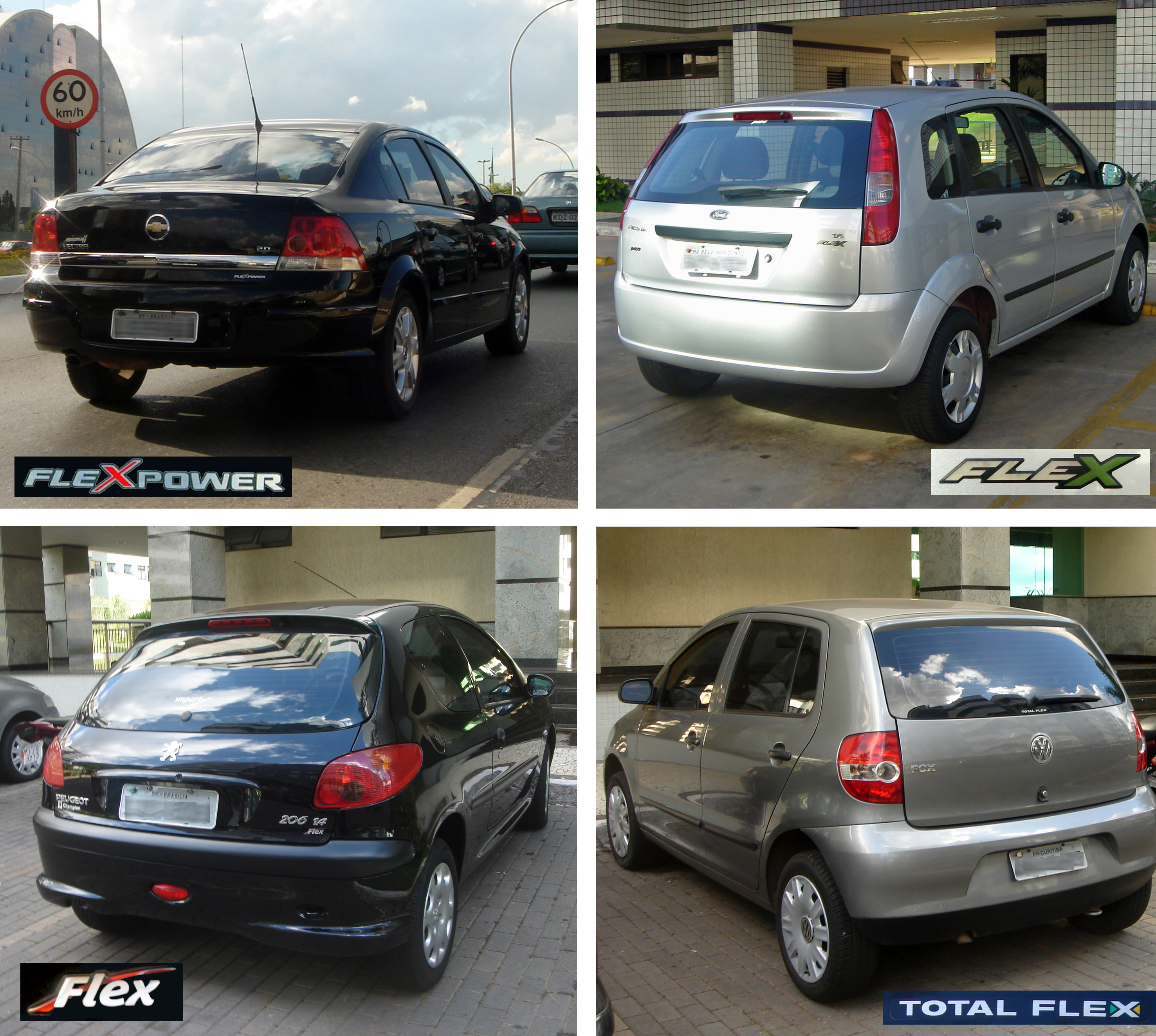
Automóviles multicombustible, de varios fabricantes, conocidos popularmente como autos "flex", que funcionan con cualquier mezcla de etanol y gasolina.

Multicombustible o policombustible es cualquier tipo de motor, caldera, calentador u otro dispositivo de quema de combustible que está diseñado para quemar múltiples tipos de combustibles durante su funcionamiento. Una aplicación común de la tecnología multicombustible es en entornos militares, donde el combustible diésel o de turbina de gas que se usa normalmente podría no estar disponible durante las operaciones de combate para vehículos o unidades de calefacción. Los motores y calderas multicombustible tienen una larga historia, pero la creciente necesidad de establecer fuentes de combustible distintas del petróleo para el transporte, la calefacción y otros usos ha originado un mayor desarrollo de la tecnología multicombustible también para uso no militar, lo que ha dado lugar a muchos diseños de vehículos de combustible flexible en las últimas décadas.
Un motor multicombustible se construye de modo que su relación de compresión permita encender el combustible de menor octanaje de los diversos combustibles alternativos aceptados. Es necesario reforzar el motor para cumplir con estas exigencias más elevadas.  Los motores multicombustible a veces presentan configuraciones manuales para aceptar diferentes octanajes o tipos de combustible.

## Tipos
Los sistemas multicombustible se pueden clasificar según el aparato que quema combustible en el que se basan. Para las máquinas de combustión interna existen:
- Motores diésel multicombustible.
- Turbinas de gas multicombustible.
- Motores de gasolina de combustible flexible. Limitados a combustibles que pueden encenderse por chispa.

## Motores militares multicombustible
Un uso común de esta tecnología es en vehículos militares, por lo que pueden funcionar con una amplia variedad de combustibles alternativos, como gasolina o combustible para aviones. Esto se considera deseable en un entorno militar, ya que la acción del enemigo o el aislamiento de la unidad pueden limitar el suministro de combustible disponible y, por el contrario, las fuentes de combustible enemigas o las fuentes civiles pueden estar disponibles para su uso.
Un gran uso de un motor multicombustible militar fue la serie LD utilizada en el M35 de EE. UU.2 1⁄2Camiones  toneladas y M54 de 5 toneladas construidos entre 1963 y 1970. Un diseño estándar militar que usa tecnología MAN, fue capaz de usar diferentes combustibles sin preparación. Su combustible principal era diésel n .° 1, n.° 2 o AP, pero entre el 70 % y el 90 % de otros combustibles se podían mezclar con diésel, dependiendo de qué tan suave funcionara el motor. Se puede usar gasolina comercial y de aviación de bajo octanaje si se añade aceite de motor, se puede usar combustible para aviones Jet A, B, JP-4, 5, 7 y 8, así como aceite combustible #1 y #2. En la práctica, solo usaban combustible diésel, su ventaja táctica nunca fue necesaria y, con el tiempo, fueron reemplazados por motores diésel comerciales. Otro uso de los motores multicombustible es el carro de combate principal estadounidense M1 Abrams, que utiliza una turbina de gas multicombustible.
Actualmente, una amplia gama de vehículos militares rusos emplean motores multicombustible, como el tanque T-72 (diésel multicombustible) y el T-80 (turbina de gas multicombustible).

## Uso no militar
Muchos otros tipos de motores y otra maquinaria generadora de calor están diseñados para quemar más de un tipo de combustible. Por ejemplo, algunos calentadores y calderas diseñados para uso doméstico pueden quemar madera, pellas de madera y otras fuentes de combustible. Estos ofrecen flexibilidad y seguridad de combustible, pero son más caros que los motores estándar de un solo combustible. Las estufas portátiles a veces se diseñan con funcionalidad multicombustible, para quemar cualquier combustible que se encuentre durante una salida.
El movimiento para establecer alternativas a los automóviles que funcionan únicamente con gasolina ha aumentado en gran medida el número de automóviles disponibles que utilizan motores multicombustible, denominándose dichos vehículos generalmente vehículos bicombustibles vehículos de combustible flexible .

## Problemas de bajo rendimiento
Los motores multicombustible no tienen necesariamente poca potencia, pero en la práctica algunos motores han tenido problemas con la potencia debido a los compromisos de diseño necesarios para quemar múltiples tipos de combustible en el mismo motor. Quizás el ejemplo más notorio desde una perspectiva militar es el motor L60 utilizado por el Chieftain Main Battle Tank británico, que resultó en un rendimiento muy bajo; de hecho, el Mark I Chieftain (usado solo para entrenamiento y actividades similares) tenía tan poca potencia que algunos eran incapaces de montar un transportador de tanques . Un problema igualmente serio era que cambiar de un combustible a otro a menudo requería horas de preparación.
La serie LD de EE. UU. Tenía una potencia de salida comparable a la de los motores diésel comerciales de la época. Tenía poca potencia para los camiones de 5 toneladas, pero eso se debía al tamaño del motor en sí; el diésel de reemplazo era mucho más grande y potente. Los motores LD quemaban mal el combustible diésel y emitían mucho humo. El modelo LDT-465 final usaba un turbocompresor en gran parte para limpiar el escape, aunque se produjo poco aumento de potencia.